# Ilha Grande (Sergipe)
Ilha Grande is een Braziliaans eiland behorend tot de staat Sergipe. Het ligt in het estuarium van de rivier Vaza-Barris en ligt in de gemeente São Cristóvão. Het eiland is 6 kilometer lang en 700 meter breed.
Naar schatting telt het rond de 60 inwoners die voornamelijk leven van de visvangst in de rivier en van de landbouw van onder andere mango's in de winter. Het eiland heeft sinds december 2009 elektriciteit, maar geen rioleringssysteem. De woningen bevinden zich in het oostelijke deel. In het westen is er een verlaten dorp, genaamd Traipu. Tevens staat er op het eiland een jezuïetenkerk uit 1933.